# 賓德謝德勒冰流
賓德謝德勒冰流（英語：Bindschadler Ice Stream）是南極洲的冰流，位於瑪麗伯德地，處於賽普爾穹和麥克阿耶爾冰流之間，最終注入羅斯冰架，現時由南極條約體系管理。